# Mezinárodní letiště Sabiha Gökçen
Mezinárodní letiště Sabiha Gökçen (turecky Sabiha Gökçen Havalimanı, IATA: SAW, ICAO: LTFJ), je jedno z letišť obsluhující Istanbul v Turecku.

## Poloha
Letiště se nachází v asijské části Istanbulu, asi 40 km jihovýchodním směrem od centra v městské čtvrti Pendik istanbulské provincie. Pojmenováno je po první bojové letkyni Sabize Gökçenové, která byla jedním z adoptivních dětí zakladatele Turecké republiky Mustafy Kemal Atatürka.

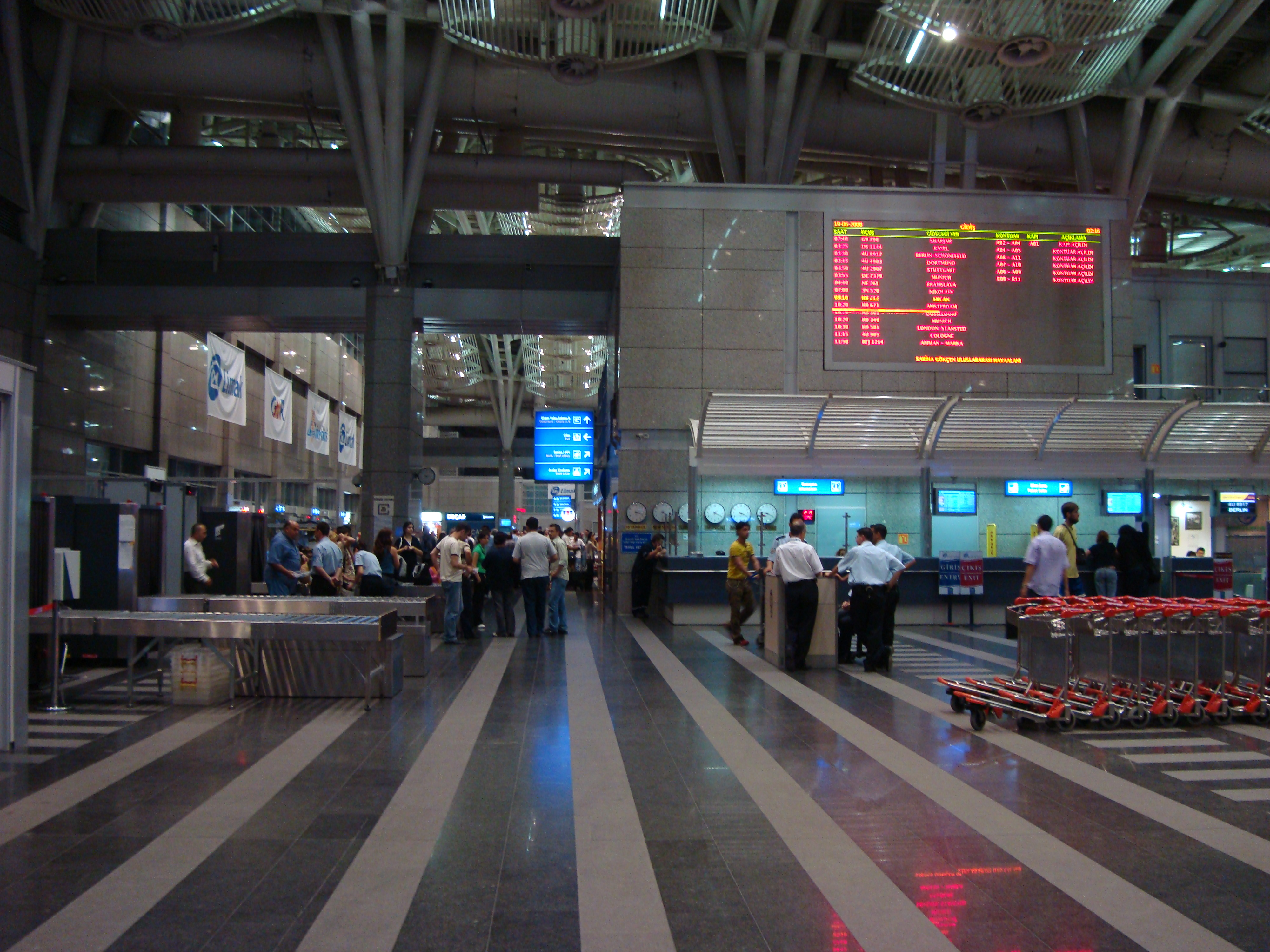
Odletová hala letiště